# Franz Gräser
Franz Gräser va ser un as d'aviació de la força aèria austrohongaresa, que durant la Primera Guerra Mundial va obtenir 18 victòries aèries.
Gräser va ser estudiant universitari a Budapest fins que va esclatar la Primera Guerra Mundial. A l'octubre de 1914, es va allistar al regiment d'infanteria núm. 72, es va graduar l'escola d'oficials de reserva a mitjan juliol de 1915 i va iniciar la Primera Guerra Mundial com a comandant d'una unitat de metralladores al front rus. Després de resultar ferit, es va traslladar la força aèria, on va ser nomenat oficial i assignat a funcions d'observador al seient posterior d'un avió de reconeixement al Flik 2. La seva destresa amb les metralladores el va ajudar en les seves dues primeres victòries, des del seient posterior, el 10 de febrer i el 20 de maig de 1917.
Com molts observadors, Gräser va fer la transició per convertir-se en pilot. A diferència d'altres, ho va fer sense entrenament formal. Sense haver-se llicenciat mai com a pilot, Gräser va començar a volar en un caça Albatros D.III al Flik 42J partir del setembre de 1917. La seva insígnia personal d'un mussol al seu avió es basaven en la cultura bàltica, on el mussol era considerat un signe de mort. A les acaballes de 1917, havia obtingut 11 victòries, l'última el 5 de desembre de 1917.
Va reprendre els vols el 26 de gener de 1918 ara al Flik 61J. El 23 de març, havia obtingut 18 victòries confirmades i una no confirmada. La majoria de les seves victòries van ser sobre pilots italians, i el seu ventall de víctimes va ser ampli; hidroavions, caces, biplaces de reconeixement i globus.
El 17 de maig de 1918, Gräser volava una missió d'escorta i va ser abatut per diversos asos italians, entre ells Guido Nardini, Francesco Baracca, Antonio Chiri, Cesare Magistrini i Gastone Novelli.